# جشنواره بین‌المللی فیلم میامی
جشنواره بین‌المللی فیلم میامی (انگلیسی: Miami International Film Festival) که به اختصار، «MIFF» نگاشته می‌شود، نام یک جشنواره فیلم است که در شهر میامی ایالت فلوریدا برگزار می‌شود و در آن فیلم‌های مستقل آمریکایی و بین‌المللی با توجهی خاص به فیلم‌های آمریکای لاتین به نمایش در می‌آید. هدف این جشنواره آن است که درک متقابل فرهنگی مابین کشورها افزایش یافته و رشد و پیشرفت هنری، تشویق شود.
این جشنواره نخستین بار در نوامبر ۱۹۷۸ میلادی با ریاست «جی. هانتر تاد» برپا شد که طی آن، ۱۰۰ فیلم بلند و ۳۰۰ فیلم کوتاه نمایش داده شد. سپس در سال ۱۹۸۳ میلادی زیر نظرِ «انجمن فیلم میامی» به ریاست «نِت چندیاک»و در سال ۱۹۹۹ میلادی زیر نظرِ «دانشگاه بین‌المللی فلوریدا» قرار گرفت، اما با کاهش ۲۰ میلیون دلاری سوبسیدِ دولتی برای این دانشگاه و کمبود ۸۰۰٬۰۰۰ بودجه‌اش، این مسئولیت را در سال ۲۰۰۳ میلادی به «دانشکدهٔ میامی-دِید» واگذار کرد.
همه‌ساله نزدیک به ۷۰٬۰۰۰ نفر در این جشنوارهٔ ۱۰ روزه حضور می‌یابند که در نخستین جمعهٔ ماه مارس شروع می‌شود.
از سال ۲۰۱۱ میلادی، «جای لاپلانتی» رئیس این جشنواره است.